# کتی ولف
کتی ولف (به انگلیسی: Kati Wolf) (زاده ۲۴ سپتامبر ۱۹۷۴) خواننده مجارستانی است.
او در مسابقه آواز یوروویژن ۲۰۱۱ نماینده مجارستان بود.